# Kybos pyramidalis
Kybos pyramidalis är en insektsart som beskrevs av Mitjaev 1971. Kybos pyramidalis ingår i släktet Kybos och familjen dvärgstritar.
Artens utbredningsområde är Kazakstan. Inga underarter finns listade i Catalogue of Life.